# 주느비에브 알레비
주느비에브 알레비(Geneviève Halévy, 1849년 2월 26일 ~ 1926년 12월 22일)는 프랑스의 사교계 여성으로, 주느비에브는 작곡가 조르주 비제와 결혼했으며, 이후 변호사 에밀 스트로스랑 재혼하였다. 또한 그녀는 마르셀 프루스트의 소설, <잃어버린 시간을 찾아서> 작중 등장인물 게르망트 공작부인의 모델 중 하나로 유명하다.

## 생애
작곡가 자크 프로망탈 알레비(Jacques Fromental Halévy)와 레오니 로드리그 앙리크(Léonie Rodrigues-Henriques)의 딸로 태어난 주느비에브는 힘겨운 유년 시절을 보냈다. 13살 때 아버지를 잃고, 14살 때 누나를 잃고, 어머니는 의사 에밀 블랑슈의 정신병원에 감금되었다.
주느비에브는 1868년 <일기>에서 다음과 같이 썼다. "매년 내가 사랑했던 모든 것들로부터 날 떨어뜨리는 고통스런 순간의 끔찍한 기억들이 덧없이 채워져간다."
주느비에브는 1869년 6월 아버지의 애제자이던 작곡가 조르주 비제와 결혼하였다. 부부는 파리 트뤼덴 대로에 잠시 거주하다가 이후 두에 가 22번지로 이사를 갔으며, 부지발(이블린)의 시골집에 세를 얻었다. 아들 자크는 1871년 태어났으며, 프루스트의 어린 시절 친구 가운데 하나였다. 조르주 비제는 1875년 6월 3일 부지발 집에서 돌연 사망하였다.
주느비에브의 작은아버지, 자유 기고가 레옹 알레비와 사촌이던 가극작가 뤼도빅 알레비는 그녀가 살고있던 두에 가에 위치한 같은 건물로 이사를 왔다. 그녀의 살롱은 여러 작가, 작곡가, 화가와 사교계 인사들로 붐볐다. 특히, 알퐁스 드 로트실트 남작부인, 포토카 백작부인, 리슐리외 공작부인, 셰비녜 백작부인이 그 가운데 있었다. 치근거리던 이들로 둘러싸인 주느비에브 알레비는 뤼도빅 알레비, 앙리 멜라크, 조르주 드 포르토리슈, 에드가 드가, 기 드 모파상(<죽음같은 항구>에서 그녀를 주인공으로 만들었다), 폴 부르제, 폴 에르비외, 조제프 레나슈 등을 사로잡았다.
1886년 10월, 주느비에브 알레비는 모두를 놀래키며 로스실트 가문의 변호사 에밀 스트로스(1844-1929)와 재혼하였는데, 그녀의 사생아 형제라는 루머가 돌았다.

## 가계
- 엘리 알퐁 레비, 이후 알레비로 개성(改姓) (?-1826) x 쥘리 마이에르(1781-1819)
  - 자크 프로망탈 알레비(1799-1862), 오페라 작곡가 x 레오니 로드리그앙리크(1820-1884), 은행가 알렉상드르 로드리그앙리크(1765-1834)와 에스테르 그라디(1780-1859)의 딸
    -  에스테르 알레비(1845-1864), 사촌 뤼도비크 알레비의 약혼녀
    -  주느비에브 알레비(1849-1926) x 1 조르주 비제 x 2 에밀 스트로스(1844-1939)
      -  1 자크 비제

  - 레옹 알레비(1802-1883), 문학 교수, 시인, 우화 작가, 극작가. x 1 알렉상드린 르바, 유명 건축가 루이이폴리트 르바(1782-1867)와 콜롱브 이상베르의 딸. x 2 파라돌 양
    -  1 뤼도비크 알레비(1834-1908), x 루이즈 브르게(1847-1930), 시계상, 물리학자 루이 브르게(1803-1883)와 샤를로트 라시외르의 딸
      -  엘리 알레비(1870-1937), 철학자, 사학자, 옥스퍼드 대학교 명예박사
      -  다니엘 알레비(1872-1962), 수필가, 사학자 x 마리안 보두아예
        -  프랑수아즈엘렌 알레비(1900-1993) x 루이 족스, 정치가
          - 피에르 족스(1934-), 정치가

    -  1 발랑틴 알레비(1846-1893)
    -  2 뤼시앵아나톨 프레보스트 파라돌

## 같이 보기
- 마르셀 프루스트의 주변 인물